# فهد المرداسی
فهد بن عدوان المرداسی (به عربی: فهد بن عدوان المرداسی) یک داور فوتبال و اهل عربستان سعودی است او از سال ۲۰۱۱ به عنوان داور بین‌المللی فیفا می‌باشد.
وی یکی از داوران حاضر در جام ملتهای آسیا ۲۰۱۵ می‌باشد که در این دوره از مسابقات بازی تیم‌های اردن و عراق و همچنین بازی تیم‌های عمان و کویت را در مرحله گروهی و همچنین بازی تیم‌های کره جنوبی و ازبکستان را در مرحله حذفی قضاوت کرده‌است.